# Hr. Ms. De Ruyter (1936)
«Де Рёйтер» (нидерл. Hr. Ms. De Ruyter) — голландский лёгкий крейсер времён Второй мировой войны. Заложен 14 сентября 1933 года, спущен 11 мая 1935 года, вошёл в строй 3 октября 1936 года. Потоплен в сражении в Яванском море.

## История создания и конструкция
«Де Рёйтер» был разработан во время Великой депрессии, которая, помимо периода экономической депрессии, была также периодом, когда пацифизм был широко распространен в Нидерландах. По этим причинам конструкция официально называлась flottieljeleider (лидер флотилии), а не крейсером, и были приложены все усилия, чтобы сократить расходы.
Его функция состояла в том, чтобы помочь двум существующим крейсерам класса Java в обороне голландской Ост-Индии; идея заключалась в том, что с тремя крейсерами всегда будут доступны два крейсера, даже если один крейсер будет в ремонте.
Однако из-за политики сокращения расходов, которая вошла в его дизайн, De Ruyter не совсем справился со своей задачей. Ее главная батарея (7 × 150 мм орудий) была недостаточно мощной по сравнению с другими легкими крейсерами того времени (например, британские крейсера класса Leander), а также имел недостаточную броню и не имел зенитных орудий дальнего действия. Однако его система управления огнем была превосходной. Был оснащён одним поплавковым гидросамолётом-разведчиком модели Fokker C.XI.

## Служба
Во время Второй мировой войны «Де Рёйтер» неоднократно участвовал в боях в Голландской Ост-Индии в бесплодных попытках отразить японское вторжение. Он был поврежден воздушной атакой в битве в Макассарском проливе 4 февраля 1942 года, но не серьезно. Сражался в бою в Бадунгском проливе 18 февраля.
В сражении в Яванском море 27 февраля De Ruyter был флагманом голландского контр-адмирала Карела Доормана и его флаг-капитана Эжена Лакомбле, который ранее служил на борту корабля в качестве лейтенанта. У северного побережья Явы вечером 27-го крейсера были застигнуты врасплох японскими тяжелыми крейсерами «Начи» и «Хагуро». Через несколько минут после того, как голландский крейсер «Ява» был торпедирован и потоплен, «Де Рёйтер» был поражен одной торпедой типа 93, выпущенной «Хагуро» около 23:40 и был подожжен; торпеда также вывела из строя электрические системы корабля и оставила экипаж неспособным бороться с огнем или затоплением. «Де Рёйтер» затонул около 02:30 следующего утра, потеряв 367 человек, включая адмирала Доормана.

## Судьба останков
Останки корабля находились в Яванском море на глубине 70 м и на удалении около 100 км от побережья Индонезии.
В ноябре 2016 года обнаружился факт исчезновения останков судна. Наблюдатели связывают пропажу с ростом цен на металлолом в Юго-Восточной Азии. Со дна моря на месте боя в Яванском море исчезли также корпуса двух других голландских судов (HNLMS Java и HNLMS Kortenaer) и трех британских (HMS Exeter, HMS Encounter и HMS Electra); пропал также корпус американской подлодки.